# Мигел Монтеиро
Луис Мигел Брито Гарсија Монтеиро, познат и као Мигел Монтеиро (порт. Luís Miguel Brito Garcia Monteiro; Лисабон, 4. јануар 1980) бивши је португалски фудбалер и репрезентативац. 
Играо је за Ештрела Амадору, Бенфику и Валенсију.
Најзначајнији резултат са Португалом је остварио на Европском првенству 2004. године када су као домаћини стигли до финала, где је Португал неочекивано изгубио од Грчке.
Голови за репрезентацију
| #  | Датум             | Место   | Противник | Гол   | Резултат | Такмичење            |
| -- | ----------------- | ------- | --------- | ----- | -------- | -------------------- |
| 1. | 11. октобар 2003. | Лисабон | Албанија  | 5 : 3 | 5 : 3    | Пријатељска утакмица |